# Лабаз
Лаба̀з (Лобаз) е сладководно езеро в Азиатската част на Русия в Таймирски Долгано-Ненецки район на Красноярски край.
С площ от 470 km2 езерото е 4-то по големина в Красноярски край след Таймир, Хантайското езеро и Пясино и 23-то също по площ в Русия.
Езерото Лабаз е разположено в централната част на Северосибирската низина, на територията на Таймирския (Долгано-Ненецки) автономен окръг на Красноярски край, на 47 m н.в. То има кръгла, леко сплесната форма с дължина от запад на изток 30 km и ширина 23 km, която е нарушена от три залива: Холу-Харги (на юг), Западна губа и Северна губа. В южната част има два острова: Кусаган-Ари и Симитир-Ари, които затварят от север залива Холу-Харги. 
Площта на водното огледало е 470 km2, а водосборната площ 1259 km2, в която има множество малки езера. В него се вливат три по-големи реки: Дмитрий, Нелда и Ем (Джиелах-Юрях) и няколко по-малки: Бедией, Чирдах-Юреге, Дебген-Биске, Чайкала-Сала, Ранта-Бисксе и др. От южния ъгъл на залива Холу-Харги изтича река Кегерди, ляв приток на Боганида, която е ляв приток на Хета, лява съставяща на Хатанга, вливаща се в море Лаптеви.
Подхранването на езерото е снежно-дъждовно. Нивото му се повишава в края на пролетта и началото на лятото за сметка на топенето на снеговете във водосборния му басейн. Ледената покривка се задържа от септември до юли. Водата му е чиста, слабо минерализирана.
В района на езерото Лабаз е развита вечно замръзналата почва и криогенни форми на релефа. По бреговете му расте оскъдна тундрова растителност, състояща се предимно от лишеи и дребни храсти. На североизток, в долината на река Дмитрий има лесотундрова растителност. Езерото е богато на риба, а по бреговете му гнездят много прелетни птици. В района на езерото са открити залежи на природен газ, нефт и въглища. Няма постоянни населени места.

## Топографски карти
- Лист от карта S-47-XXXIII,XXXIV оз. Лабаз. Мащаб: 1 : 200 000. Издание 1986 г.
- Лист от карта S-47-XXXV,XXXVI р. Бол. Лесная Рассоха. Мащаб: 1 : 200 000. Издание 1986 г.